# ブレラ美術アカデミーの人物一覧
ブレラ美術アカデミーの人物一覧は、ミラノの美術学校、アカデミー、ブレラ美術アカデミーに関連する人物の一覧である。美術学校で 教えたり、学んだりした人物を示す。

## 人物一覧
| 名前                                     | 生没年      | 出身の国 | 備考・出典      | 作品例 |
| ---------------------------------------- | ----------- | -------- | --------------- | --- |
| ジュゼッペ・フランキ                     | 1731-1806   | イタリア | 教授            | アッピアーニ ミリアーラ ツィンマーマン ベルティーニ カルカーノ モルベリ マリア・ヴィンカ ベルトラーメ G・アミサニ ボンザーニ |
| アンドレア・アッピアーニ                 | 1754-1817   | イタリア | 会員            | アッピアーニ ミリアーラ ツィンマーマン ベルティーニ カルカーノ モルベリ マリア・ヴィンカ ベルトラーメ G・アミサニ ボンザーニ |
| ルイージ・サバテッリ                     | 1772-1850   | イタリア | 1808年から教授  | アッピアーニ ミリアーラ ツィンマーマン ベルティーニ カルカーノ モルベリ マリア・ヴィンカ ベルトラーメ G・アミサニ ボンザーニ |
| ポンペオ・マルケージ                     | 1783-1858   | イタリア | 教授            | アッピアーニ ミリアーラ ツィンマーマン ベルティーニ カルカーノ モルベリ マリア・ヴィンカ ベルトラーメ G・アミサニ ボンザーニ |
| ジョヴァンニ・ミリアーラ                 | 1785-1837   | イタリア | 1812年から教授  | アッピアーニ ミリアーラ ツィンマーマン ベルティーニ カルカーノ モルベリ マリア・ヴィンカ ベルトラーメ G・アミサニ ボンザーニ |
| ジュゼッペ・デ・ファブリス               | 1790-1860   | イタリア |                 | アッピアーニ ミリアーラ ツィンマーマン ベルティーニ カルカーノ モルベリ マリア・ヴィンカ ベルトラーメ G・アミサニ ボンザーニ |
| フランチェスコ・アイエツ                 | 1791-1882   | イタリア | 1850年から教授? | アッピアーニ ミリアーラ ツィンマーマン ベルティーニ カルカーノ モルベリ マリア・ヴィンカ ベルトラーメ G・アミサニ ボンザーニ |
| ジュゼッペ・モルテーニ                   | 1800-1867   | イタリア |                 | アッピアーニ ミリアーラ ツィンマーマン ベルティーニ カルカーノ モルベリ マリア・ヴィンカ ベルトラーメ G・アミサニ ボンザーニ |
| カルロ・アリエンティ                     | 1801-1873   | イタリア | 1830年ころ教授  | アッピアーニ ミリアーラ ツィンマーマン ベルティーニ カルカーノ モルベリ マリア・ヴィンカ ベルトラーメ G・アミサニ ボンザーニ |
| ルイジ・カラマッタ                       | c.1801-1869 | イタリア | 1862年から教授  | アッピアーニ ミリアーラ ツィンマーマン ベルティーニ カルカーノ モルベリ マリア・ヴィンカ ベルトラーメ G・アミサニ ボンザーニ |
| フェデリコ・モーヤ                       | 1802-1885   | イタリア |                 | アッピアーニ ミリアーラ ツィンマーマン ベルティーニ カルカーノ モルベリ マリア・ヴィンカ ベルトラーメ G・アミサニ ボンザーニ |
| アンジェロ・インガンニ                   | 1807-1880   | イタリア |                 | アッピアーニ ミリアーラ ツィンマーマン ベルティーニ カルカーノ モルベリ マリア・ヴィンカ ベルトラーメ G・アミサニ ボンザーニ |
| アルベルト・ツィンマーマン               | 1808-1888   | ドイツ   | 1857年から教授  | アッピアーニ ミリアーラ ツィンマーマン ベルティーニ カルカーノ モルベリ マリア・ヴィンカ ベルトラーメ G・アミサニ ボンザーニ |
| ジョヴァンニ・レニカ                     | 1808-1884   | ドイツ   | 1857年から教授  | アッピアーニ ミリアーラ ツィンマーマン ベルティーニ カルカーノ モルベリ マリア・ヴィンカ ベルトラーメ G・アミサニ ボンザーニ |
| エリセオ・サーラ                         | 1813-1879   | イタリア |                 | アッピアーニ ミリアーラ ツィンマーマン ベルティーニ カルカーノ モルベリ マリア・ヴィンカ ベルトラーメ G・アミサニ ボンザーニ |
| ドメニコ・インドゥーノ                   | 1815-1878   | イタリア | 1863年から校長  | アッピアーニ ミリアーラ ツィンマーマン ベルティーニ カルカーノ モルベリ マリア・ヴィンカ ベルトラーメ G・アミサニ ボンザーニ |
| ラファエーレ・カスネディ                 | 1822-1892   | イタリア | 1856年から教授  | アッピアーニ ミリアーラ ツィンマーマン ベルティーニ カルカーノ モルベリ マリア・ヴィンカ ベルトラーメ G・アミサニ ボンザーニ |
| ジュゼッペ・ベルティーニ                 | 1825-1898   | イタリア | 1860年から教授  | アッピアーニ ミリアーラ ツィンマーマン ベルティーニ カルカーノ モルベリ マリア・ヴィンカ ベルトラーメ G・アミサニ ボンザーニ |
| アマンツァ・ゲリヨ                       | 1828-1905   | イタリア |                 | アッピアーニ ミリアーラ ツィンマーマン ベルティーニ カルカーノ モルベリ マリア・ヴィンカ ベルトラーメ G・アミサニ ボンザーニ |
| フェデリーコ・ファルッフィーニ           | 1833-1869   | イタリア |                 | アッピアーニ ミリアーラ ツィンマーマン ベルティーニ カルカーノ モルベリ マリア・ヴィンカ ベルトラーメ G・アミサニ ボンザーニ |
| アンジェロ・ピエトラサンタ               | 1834-1876   | イタリア |                 | アッピアーニ ミリアーラ ツィンマーマン ベルティーニ カルカーノ モルベリ マリア・ヴィンカ ベルトラーメ G・アミサニ ボンザーニ |
| フランチェスコ・ディディオーニ           | 1839-1895   | イタリア |                 | アッピアーニ ミリアーラ ツィンマーマン ベルティーニ カルカーノ モルベリ マリア・ヴィンカ ベルトラーメ G・アミサニ ボンザーニ |
| モーゼ・ビアンキ                         | 1840-1904   | イタリア |                 | アッピアーニ ミリアーラ ツィンマーマン ベルティーニ カルカーノ モルベリ マリア・ヴィンカ ベルトラーメ G・アミサニ ボンザーニ |
| フィリッポ・カルカーノ                   | 1840-1914   | イタリア | 教授            | アッピアーニ ミリアーラ ツィンマーマン ベルティーニ カルカーノ モルベリ マリア・ヴィンカ ベルトラーメ G・アミサニ ボンザーニ |
| アッティリオ・シモネッティ               | 1843-1925   | イタリア |                 | アッピアーニ ミリアーラ ツィンマーマン ベルティーニ カルカーノ モルベリ マリア・ヴィンカ ベルトラーメ G・アミサニ ボンザーニ |
| ダニエーレ・ランツォーニ                 | 1843-1889   | イタリア |                 | アッピアーニ ミリアーラ ツィンマーマン ベルティーニ カルカーノ モルベリ マリア・ヴィンカ ベルトラーメ G・アミサニ ボンザーニ |
| エンリコ・ブッティ                       | 1847-1832   | イタリア | 1893年から教授  | アッピアーニ ミリアーラ ツィンマーマン ベルティーニ カルカーノ モルベリ マリア・ヴィンカ ベルトラーメ G・アミサニ ボンザーニ |
| エウジェニオ・ジニョウス                 | 1850-1906   | イタリア |                 | アッピアーニ ミリアーラ ツィンマーマン ベルティーニ カルカーノ モルベリ マリア・ヴィンカ ベルトラーメ G・アミサニ ボンザーニ |
| ガエターノ・プレヴィアーティ             | 1852-1920   | イタリア |                 | アッピアーニ ミリアーラ ツィンマーマン ベルティーニ カルカーノ モルベリ マリア・ヴィンカ ベルトラーメ G・アミサニ ボンザーニ |
| ルイージ・コンコーニ                     | 1852-1917   | イタリア |                 | アッピアーニ ミリアーラ ツィンマーマン ベルティーニ カルカーノ モルベリ マリア・ヴィンカ ベルトラーメ G・アミサニ ボンザーニ |
| チェーザレ・タローネ                     | 1853-1919   | イタリア | 1899年から教授  | アッピアーニ ミリアーラ ツィンマーマン ベルティーニ カルカーノ モルベリ マリア・ヴィンカ ベルトラーメ G・アミサニ ボンザーニ |
| アンジェロ・モルベリ                     | 1853-1919   | イタリア |                 | アッピアーニ ミリアーラ ツィンマーマン ベルティーニ カルカーノ モルベリ マリア・ヴィンカ ベルトラーメ G・アミサニ ボンザーニ |
| カルロ・ブガッティ                       | 1855-1940   | イタリア |                 | アッピアーニ ミリアーラ ツィンマーマン ベルティーニ カルカーノ モルベリ マリア・ヴィンカ ベルトラーメ G・アミサニ ボンザーニ |
| ジョヴァンニ・ソトコルノーラ             | 1855-1917   | イタリア |                 | アッピアーニ ミリアーラ ツィンマーマン ベルティーニ カルカーノ モルベリ マリア・ヴィンカ ベルトラーメ G・アミサニ ボンザーニ |
| ジョヴァンニ・セガンティーニ             | 1858-1899   | イタリア |                 | アッピアーニ ミリアーラ ツィンマーマン ベルティーニ カルカーノ モルベリ マリア・ヴィンカ ベルトラーメ G・アミサニ ボンザーニ |
| エルネスト・バッツァーロ                 | 1859-1937   | イタリア |                 | アッピアーニ ミリアーラ ツィンマーマン ベルティーニ カルカーノ モルベリ マリア・ヴィンカ ベルトラーメ G・アミサニ ボンザーニ |
| アレアルド・ヴィラ                       | 1865-1906   | イタリア |                 | アッピアーニ ミリアーラ ツィンマーマン ベルティーニ カルカーノ モルベリ マリア・ヴィンカ ベルトラーメ G・アミサニ ボンザーニ |
| ジュゼッペ・ペリッツァ・ダ・ヴォルペード | 1868-1907   | イタリア |                 | アッピアーニ ミリアーラ ツィンマーマン ベルティーニ カルカーノ モルベリ マリア・ヴィンカ ベルトラーメ G・アミサニ ボンザーニ |
| チェーザレ・サッカージ                   | 1868-1934   | イタリア |                 | アッピアーニ ミリアーラ ツィンマーマン ベルティーニ カルカーノ モルベリ マリア・ヴィンカ ベルトラーメ G・アミサニ ボンザーニ |
| アドルフォ・ヴィルト                     | 1868-1931   | イタリア |                 | アッピアーニ ミリアーラ ツィンマーマン ベルティーニ カルカーノ モルベリ マリア・ヴィンカ ベルトラーメ G・アミサニ ボンザーニ |
| ピオ・コリヴァディーノ                   | 1869-1945   | イタリア |                 | アッピアーニ ミリアーラ ツィンマーマン ベルティーニ カルカーノ モルベリ マリア・ヴィンカ ベルトラーメ G・アミサニ ボンザーニ |
| アキーレ・ベルトラーメ                   | 1871-1945   | イタリア |                 | アッピアーニ ミリアーラ ツィンマーマン ベルティーニ カルカーノ モルベリ マリア・ヴィンカ ベルトラーメ G・アミサニ ボンザーニ |
| カルロ・バッツィ                         | 1875-1947   | イタリア |                 | アッピアーニ ミリアーラ ツィンマーマン ベルティーニ カルカーノ モルベリ マリア・ヴィンカ ベルトラーメ G・アミサニ ボンザーニ |
| マリア・ヴィンカ                         | 1878-1939   | イタリア |                 | アッピアーニ ミリアーラ ツィンマーマン ベルティーニ カルカーノ モルベリ マリア・ヴィンカ ベルトラーメ G・アミサニ ボンザーニ |
| アンブロージョ・アルチャティ             | 1878-1929   | イタリア | 1920年から教授  | アッピアーニ ミリアーラ ツィンマーマン ベルティーニ カルカーノ モルベリ マリア・ヴィンカ ベルトラーメ G・アミサニ ボンザーニ |
| カルロ・カッラ                           | 1881-1966   | イタリア |                 | アッピアーニ ミリアーラ ツィンマーマン ベルティーニ カルカーノ モルベリ マリア・ヴィンカ ベルトラーメ G・アミサニ ボンザーニ |
| ジュゼッペ・アミサニ                     | 1881-1942   | イタリア |                 | アッピアーニ ミリアーラ ツィンマーマン ベルティーニ カルカーノ モルベリ マリア・ヴィンカ ベルトラーメ G・アミサニ ボンザーニ |
| レンブラント・ブガッティ                 | 1884-1916   | イタリア |                 | アッピアーニ ミリアーラ ツィンマーマン ベルティーニ カルカーノ モルベリ マリア・ヴィンカ ベルトラーメ G・アミサニ ボンザーニ |
| アロルド・ボンザーニ                     | 1887-1918   | イタリア |                 | アッピアーニ ミリアーラ ツィンマーマン ベルティーニ カルカーノ モルベリ マリア・ヴィンカ ベルトラーメ G・アミサニ ボンザーニ |
| ルーチョ・フォンタナ                     | 1899-1968   | イタリア |                 | アッピアーニ ミリアーラ ツィンマーマン ベルティーニ カルカーノ モルベリ マリア・ヴィンカ ベルトラーメ G・アミサニ ボンザーニ |
| マリノ・マリーニ                         | 1901-1980   | イタリア | 1940年から教授  | アッピアーニ ミリアーラ ツィンマーマン ベルティーニ カルカーノ モルベリ マリア・ヴィンカ ベルトラーメ G・アミサニ ボンザーニ |
| 吾妻兼治郎                               | 1926-2016   | 日本     |                 | アッピアーニ ミリアーラ ツィンマーマン ベルティーニ カルカーノ モルベリ マリア・ヴィンカ ベルトラーメ G・アミサニ ボンザーニ |
| 中垣克久                                 | 1944-       | 日本     |                 | アッピアーニ ミリアーラ ツィンマーマン ベルティーニ カルカーノ モルベリ マリア・ヴィンカ ベルトラーメ G・アミサニ ボンザーニ |
| フェデリコ・フェラーリ                   | 1969-       | イタリア | 教授            | アッピアーニ ミリアーラ ツィンマーマン ベルティーニ カルカーノ モルベリ マリア・ヴィンカ ベルトラーメ G・アミサニ ボンザーニ |